# Strada statale 216 Maremmana III
L'ex strada statale 216 Maremmana III (SS 216), ora strada provinciale 216 Maremmana III (SP 216), è una strada provinciale italiana di origine medioevale che collega la maggior parte dei centri abitati dei Colli Albani, da San Cesareo ad Albano Laziale.

## Percorso

### Prima parte: da San Cesareo a Frascati (16km)
La strada ha origine al chilometro 28 della strada statale 6 Via Casilina, poco prima dell'abitato di San Cesareo. Al chilometro 2 sottopassa l'A1 diramazione Roma Sud e si connette alla stessa con l'uscita di San Cesareo.
Al chilometro 7 la Maremmana risale le propaggini settentrionali dei colli Albani ed entra nell'abitato di Monte Compatri. Sulla sinistra si ha la strada che conduce all'ospedale San Raffaele e al convento di San Silvestro, mentre sulla destra si apre piazza Marco Marcofini che termina con palazzo Savelli, sede del municipio.
Verso il chilometro 11, lambisce il centro storico di Monte Porzio Catone, raggiungibile con il diverticolo di via Roma. Poi la strada inizia a scendere lentamente verso valle. 
All'altezza del chilometro 15, la strada lambisce la recinzione del Barco Borghese e si incontra con la SP 66/A Frascati-Colonna. Prosegue, prendendo nome di via Gregoriana ed entrando nell'espansione moderna di Frascati. Poco oltre si incontra con la ex strada statale 215 Tuscolana davanti al santuario di Santa Maria del Capocroce e procede verso la centrale piazza Marconi.

### Seconda parte: da Frascati a Marino (6km)

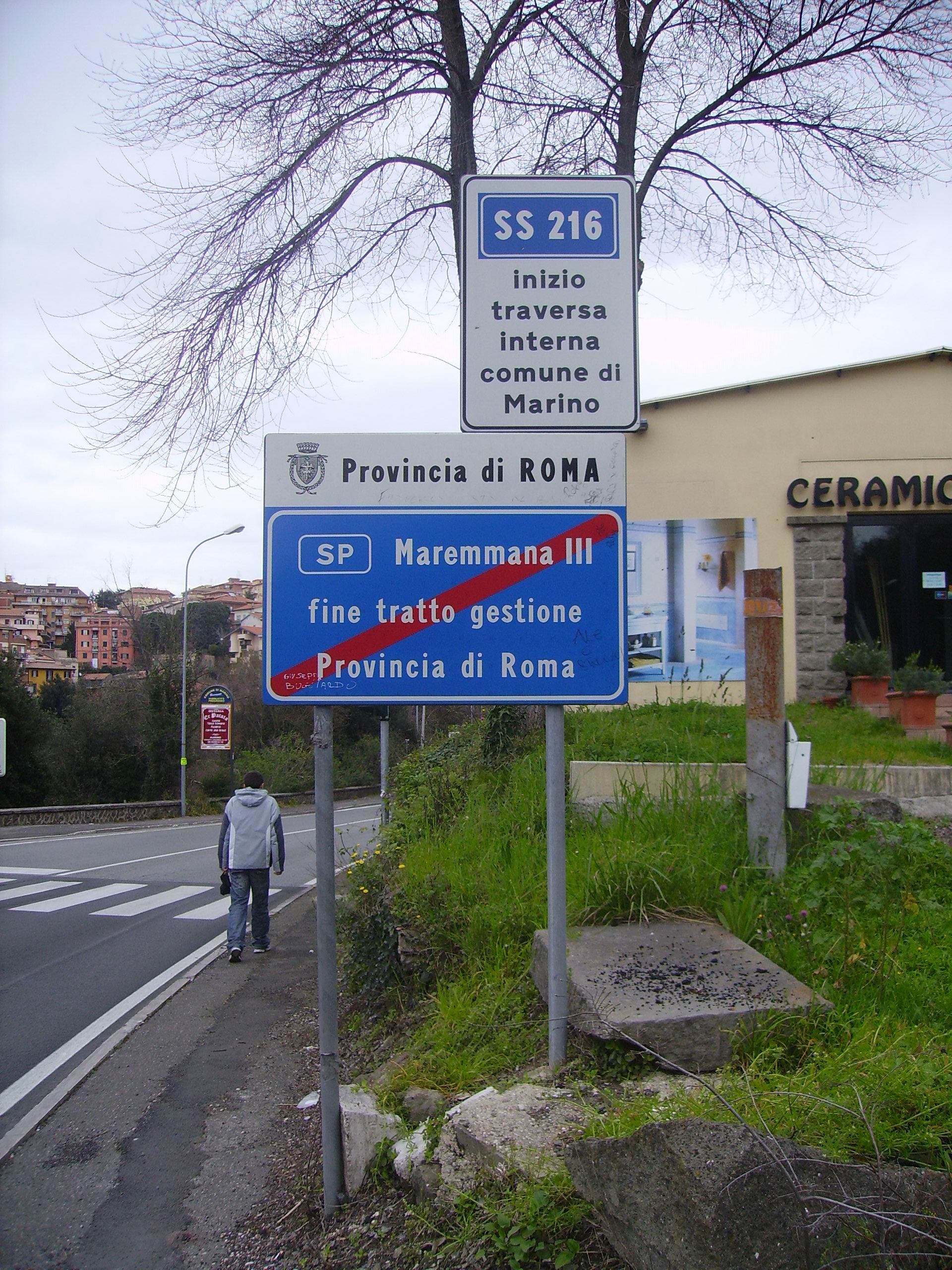
Cartello stradale all'ingresso di Marino, km 21,5

La Maremmana procede tortuosamente fino al bivio di Grottaferrata, prendendo nome di via dell'Alberata (Via San Bartolomeo), e intersecandosi in quel punto con la ex SS 511. Poi entra dentro l'espansione moderna di Grottaferrata chiamandosi via Santovetti e poi Via XXV luglio e giungendo alla rotonda di Squarciarelli, al chilometro 19 della strada statale.
Dalla rotonda di Squarciarelli parte anche la strada per Rocca di Papa. La Maremmana da questo punto riprende a salire, fiancheggiata da eleganti ville in massima parte appartenenti ad enti religiosi, e sulla sinistra in località Colonnelle dal deposito CO.TRA.L. di San Giuseppe.
Poi alla strada statale si innesta la via Capo d'Acqua proveniente da Rocca di Papa prima che entri nell'abitato di Marino, al chilometro 21 del tracciato.

### Terza parte: da Marino ad Albano (5km)
Nell'abitato di Marino, la strada passa davanti alla chiesa della Santissima Trinità e alla centrale piazza Matteotti, prima di scendere verso la vallata della Marana con un viadotto voluto da Gregorio XVI nel 1835 e pertanto chiamato ponte Gregoriano.
Sulla destra si ha il santuario dell'Acquasanta di Marino, mentre sulla sinistra c'è l'imbocco della SP 16/B Costa Caselle che conduce alla via dei Laghi. La Maremmana da qui riprende a salire incontrandosi al km 22 con la ex strada statale 217 Via dei Laghi, al cosiddetto quadrivio della via dei Laghi o bivio di Marino.
Poi la strada prosegue verso Castel Gandolfo, con vista sul lago Albano e, passando davanti ai cancelli della villa papale di Castel Gandolfo, si innesta con la ex strada statale 140 del Lago Albano che qui termina. 
Da Castel Gandolfo la via prende nome di viale Giovanni Paolo II (già via San Giovanni Battista de La Salle) e arriva, costeggiando per 2 chilometri la recinzione massiccia della tenuta dei papi, alla salita di Sant'Andrea. La statale prosegue con il tratto denominato galleria di Sotto mentre si distacca la galleria di Sopra, classificata come SP 71/B. Queste due strade sono chiamate così perché la vegetazione era, una volta, così fitta che sembravano due gallerie vere e proprie. Oggi non è più così, ma queste due strade continuano a segnare ancora i limiti della villa Barberini, convergendo entrambe ad Albano Laziale: difatti mentre la galleria di Sopra porta alla sommità della cittadina, la statale termina confluendo nella strada statale 7 Via Appia nella centrale piazza Mazzini.

## Gestione
In seguito al decreto legislativo n. 112 del 1998, dal 2002 la gestione è passata dall'ANAS alla Regione Lazio che ha provveduto al trasferimento dell'infrastruttura al demanio della Provincia di Roma.